# لاشع

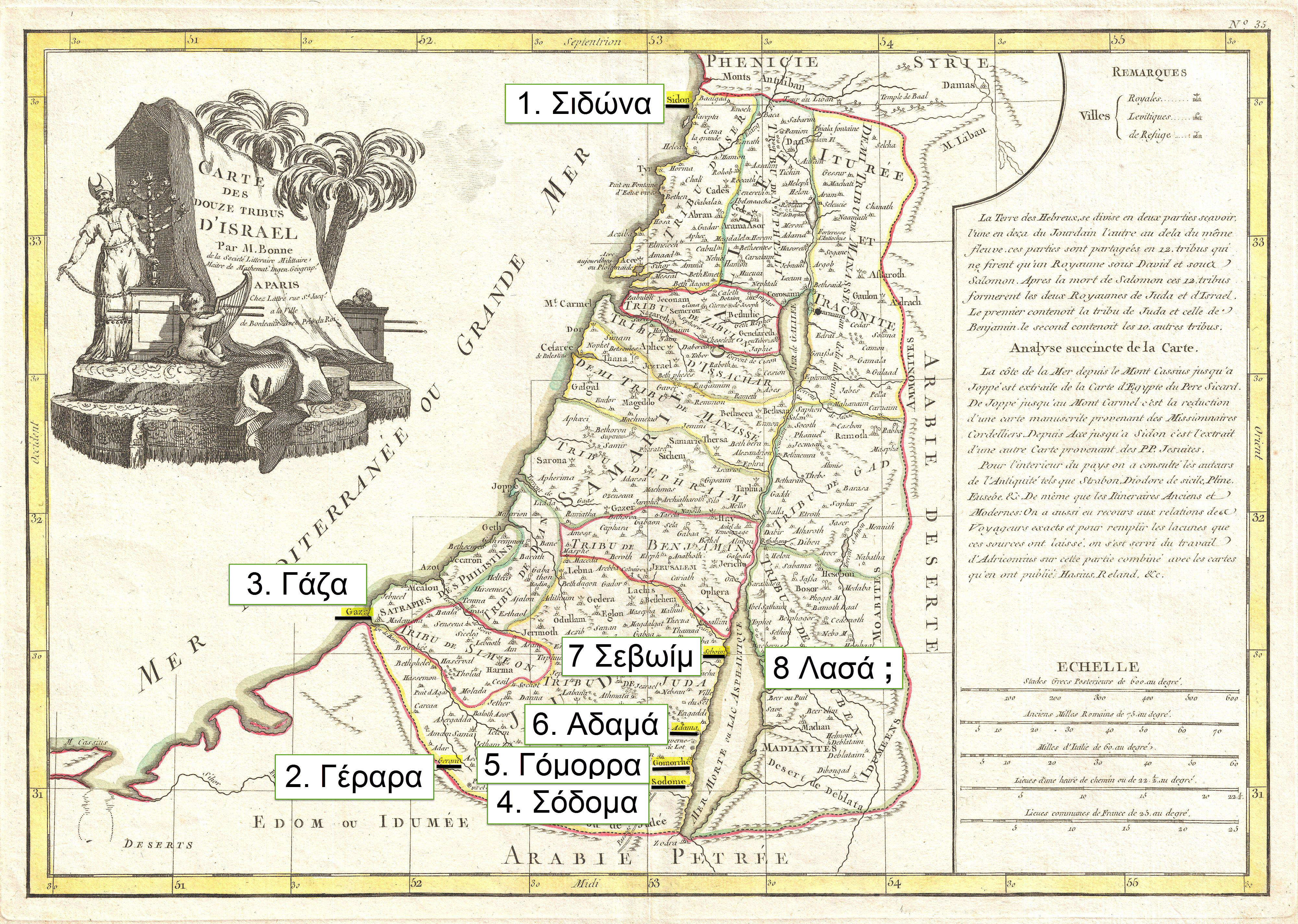
المواقع المذكورة في سفر التكوين 10.19 كحدود الكنعانيين

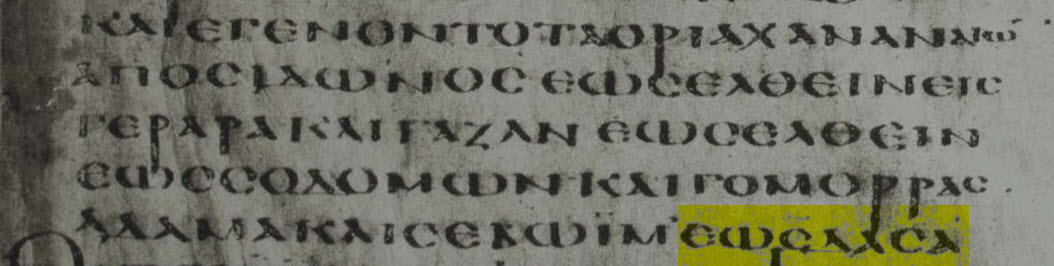
المخطوطة الإسكندرانية، سفر التكوين 10: 19، «وَكَانَتْ تُخُومُ الْكَنْعَانِيِّ مِنْ صَيْدُونَ، حِينَمَا تَجِيءُ نَحْوَ جَرَارَ إِلَى غَزَّةَ، وَحِينَمَا تَجِيءُ نَحْوَ سَدُومَ وَعَمُورَةَ وَأَدْمَةَ وَصَبُويِيمَ إِلَى لاَشَعَ.» الجزء الذي يذكر عبارة «لاشع» «ΕΩΣ ΔΑΣΑ» (أو «ΕΩΣ ΛΑΣΑ»)

لاشع مكان مذكور في سفر التكوين ضمن حدود أرض كنعان القديمة، وتقع على ما يبدو شرق البحر الميت، جنوب شرق أرض كنعان. يُعتقد أنها عين الزارة، وهو مكان شهير بينابيعه الحارة. 